# Сергиевский (Воронежская область)
Сергиевский — хутор в Таловском районе Воронежской области России. Входит в состав Александровского сельского поселения.

## География
Хутор находится на северо-востоке центральной части Воронежской области, в лесостепной зоне, на расстоянии примерно 6 километров (по прямой) к северо-северо-востоку (NNE) от рабочего хутора Таловая, административного центра района. Абсолютная высота — 155 метров над уровнем моря.
В пределах поселка и его окрестностей расположен каскад прудов, являющийся частью водной системы реки Сухой Чиглы.
Часовой пояс
Хутор Сергиевский, как и вся Воронежская область, находится в часовой зоне МСК (московское время). Смещение применяемого времени относительно UTC составляет +3:00.

## Население
| 2010 |
| ---- |
| 81   |

Гендерный состав
По данным Всероссийской переписи населения 2010 года в гендерной структуре населения мужчины составляли 42 %, женщины — соответственно 58 %.
Национальный состав
Согласно результатам переписи 2002 года, в национальной структуре населения русские составляли 85 %.

## Улицы
Уличная сеть хутора состоит из четырёх улиц.